# Celyphus signatus
Celyphus signatus är en tvåvingeart som beskrevs av Karsch 1884. Celyphus signatus ingår i släktet Celyphus och familjen Celyphidae. Inga underarter finns listade i Catalogue of Life.